# Noorderplantsoen
Het Noorderplantsoen is een park in de Nederlandse stad Groningen, omsloten door de Oranjewijk, Noorderplantsoenbuurt en Hortusbuurt. 
Het park ligt op de plaats waar in de 17e eeuw het noordwestelijke deel van de verdedigingswallen van de stad werd gebouwd en is geopend in 1880. Het park heeft een oppervlakte van 20 hectare en wordt gekenmerkt door zijn langgerekte smalle vorm, die de voormalige stadswallen volgt.

## Geschiedenis

### Vestingwerken
Het park omringt vier voormalige dwingers (de Groningse naam voor bastions). Dit zijn van zuidwest naar noordoost de Reitdiepsdwinger, de Kruiddwinger, de Jatsdwinger (of Kijk in 't Jatdwinger) en de Boteringedwinger. Tussen de Reitdiepsdwinger en de Jatsdwinger loopt nog een deel van de oude stadswal, die ook wel Kattenberg genoemd wordt. Dit deel van de wal is vermoedelijk blijven staan omdat het de toenmalige armoedige arbeidershuisjes aan de Noorderbinnensingel aan het zicht onttrok. In de wal bevindt zich het Sikkenspoortje (naar verfmaker Sikkens), een vroegere sortie die sinds 1999 een (overigens mislukte) vleermuisgrot vormt. Tussen de Jatsdwinger en de Boteringedwinger lag er hoogte van de huidige Moesstraat de (nieuwe) Boteringepoort, die in 1878 gesloopt werd.

### Plannen
De eerste plannen voor een bescheiden park op deze noordwestelijke dwingers stammen uit het eerste globale plan van uitleg uit 1875. Ingenieur der domeinen Frits van Gendt had de Boteringedwinger daarin nog niet meegenomen. Deze plannen werden echter afgeschoten door het stadsbestuur en de commissie voor openbare werken omdat ze te beperkt werden geacht. Een tweede plan van Van Gendt uit 1876 kwam hieraan tegemoet en toont de omvang van het later aangelegde park en de hoofdstructuur met vijver. Het stadsbestuur kocht deze voormalige vestinggronden tussen het Reitdiep en het Boterdiep vervolgens voor 60.000 gulden aan van het rijk. Vervolgens werd de Haagse architect Bert Brouwer gevraagd om een nieuw ontwerp te maken voor deze gronden. Hij ontwierp het centrale pad en de definitieve locatie van de centrale vijver. Na de nodige discussies over de invulling besloot het stadsbestuur in 1879 stadsarchitect Johannes Godfried van Beusekom te vragen om wederom een nieuw ontwerp te maken voor deze vestinggronden, waarbij dus een deel van Brouwers plan gehandhaafd bleef. 
De grachten werden bij de aanleg vervangen door vier vijvers, waarbij de vijver rond de Jatsdwinger nog op de oude plaats ligt. Op de plaats waar de wallen stonden, werd een park aangelegd in een late 'Engelse' landschapsstijl met slingerende paden, asymmetrische vormen, bestaande hoogteverschillen, glooiende grasvelden en gevarieerde beplanting. Het park was ontworpen als een plek voor ontspanning. Dit in tegenstelling tot het latere Stadspark, dat door architect Mulock Houwer vooral voor activiteiten was ontworpen.

### Aanleg
Het park kwam in verschillende fasen tot stand. Na de voltooiing van de grondwerken werd in 1879 het middendeel tussen de Nieuwe Boteringestraat (Moesstraat) en de Grote Kruisstraat (Kerklaan) beplant onder leiding van hoofdopzichter der gemeentelijke plantsoenen Philippus van Harreveld naar ontwerp van Brouwer en Beusekom. Kort daarna ontwierp Harreveld zelf het noordelijke deel van de Grote Kruisstraat tot de Nieuwe Ebbingestraat, dat werd aangelegd in 1881. Hier bleef de oude vestingstructuur grotendeels intact doordat er aan buitenzijde langs de Noorderbuitensingel reeds woningen waren verrezen. Het zuidelijke deel werd ontworpen door de Utrechtse landschapsarchitect Hendrik Copijn, die eerder de vrijgekomen vestingwallen van Nijmegen van een plan voorzien had. Dit deel werd eveneens in 1881 gerealiseerd. De huidige speeltuin aan de kant van de Oranjebuurt vormde oorspronkelijk geen deel van het park.
Er werden meer dan 40 soorten bomen in het park geplant, waaronder (donker)rode beuken, geelgroene esdoorns, grijsbladige wilgen en populieren, hardgroene linden en iepen, witte en rode paardenkastanjes, platanen, pimpernoten, vleugelnoten, diverse soorten eiken, goudenregens, seringen, jasmijnen, witte en rode meidoorns. Naar de smaak van die tijd werden ook exoten zoals de japanse notenboom en de trompetboom geplant.

### Ontwikkeling
Om de kwetsbare aanplant te beschermen mochten er aanvankelijk geen muziekuitvoeringen plaatsvinden, zoals de veel bezochte uitvoeringen in het Sterrebos. In 1902 werd hier voor het eerst toestemming voor gegeven, waarna in 1905 de huidige muziekkoepel verrees in jugendstilvormen naar ontwerp van Mulock Houwer. Bij de vijver stond een klein theekoepelachtig gebouwtje dat dienstdeed als melkkiosk. In 1906 verrees er een grotere melksalon, die in 1930 plaats moest maken voor het huidige paviljoen Noorderplantsoen. Verder werden in het park een aantal urinoirs gerealiseerd naar ontwerp van gemeentearchitect Siebe Jan Bouma. De vijver werd in 1911 in opdracht van het stadsbestuur door Mulock Houwer voorzien van een meer architectonisch karakter. Daarvoor werden de bomen rond de oorspronkelijke natuurlijke vijver gekapt en werd er een betonnen rand omheen aangelegd met plantvakken met exotische planten. Later werden hier fonteinen aan toegevoegd. De planten werden later vervangen door meer gangbare vaste planten. 
Rond 1920 werd de Oranjewijk aangelegd. In die tijd werd ook een speeltuintje aangelegd, dat vervolgens bij het zuidelijke deel van het park werd getrokken.

### Recente ontwikkelingen
In de 20e eeuw nam het verkeer sterk toe. Dit verergerde nog in de jaren 1970 toen door de invoering van het Verkeerscirculatieplan steeds meer verkeer rond het centrum werd geleid en daarmee ook meer verkeer door het plantsoen kwam. De doorgaande weg door het Noorderplantsoen langs de Leliesingel en de Kruissingel stond regelmatig vol met files en geparkeerde auto's. Omwonenden organiseerden vervolgens acties en een referendum om deze weg af te sluiten voor autoverkeer. Bij dit referendum in 1994 werd – met een nipte meerderheid – (51,2 procent) besloten deze weg af te sluiten voor gemotoriseerd verkeer. 
In 1995 werd een integraal beheerplan opgesteld voor het Noorderplantsoen gericht op het behoud en herstel van de cultuurhistorische waarden van het park en openstelling voor een zo breed mogelijk publiek afgestemd op de draagkracht van het park. Om de historische structuur meer zichtbaar te maken werden inrichting en zichtlijnen hersteld, wegen versmald en een aantal banken en prullenbakken verwijderd of vervangen door straatmeubilair dat beter aansloot bij het park.
De toenemende druk op het park als gevolg van onder andere evenementen zorgt voor spanningen met omwonenden die vrezen voor overlast, zoals bijvoorbeeld van het jaarlijkse festival Noorderzon. In 2012 werd door het stadsbestuur een poging gedaan om een kiosk met toiletten te realiseren op de hoek van de Leliesingel en de Nassaulaan om zo de druk op de bestaande toiletten te verminderen en wildplassen te voorkomen, maar door de hoge eisen die hieraan werden gesteld en verzet vanuit omwonenden, kwam dit uiteindelijk niet van de grond.

## Cultuur en sport
Het Noorderplantsoen  is op vele manieren van cultureel belang.
Het Noorderplantsoen is in 1971 in zijn geheel aangewezen als rijksmonument. Ook het paviljoen en de muziekkoepel (beide op de voormalige Jatsdwinger) worden beschermd als rijksmonument. Het paviljoen stamt uit 1930 en is ontworpen door Siebe Jan Bouma als een mengeling van Amsterdamse School en De Stijl. In het Noorderplantsoen staan verder kunstwerken van onder anderen Jan van Baren, Gjalt Blaauw, Bas Lugthart, Thees Meesters en Wladimir de Vries.
Jaarlijks vindt sinds 1991 in augustus in het Noorderplantsoen Noorderzon plaats, een ook buiten Groningen bekend theater- en dansevenement. Veel dans-, theater- en muziekgroepen uit binnen- en buitenland laten gedurende dit 11 dagen durende festival veelal verrassende uitvoeringen zien. Dit evenement trekt gemiddeld 135.000 bezoekers. 
Een ander bekend evenement in het Noorderplantsoen is de plantsoenloop waar jaarlijks zo'n 2500-3000 mensen aan mee doen. De loop door het plantsoen wordt jaarlijks op de eerste zaterdag van november gehouden.
Ralf Poelman heeft in 2007 een lied geschreven over Groningen, genaamd Het gras van het Noorderplantsoen. Het lied geniet grote bekendheid onder Groningse studenten.

## Natuur
Het Noorderplantsoen wordt  behalve als een plek voor onstpanning gezien als een belangrijk stads natuurterrein. Het maakt om die reden uit van de zogenaamde Stedelijke Ecologische Structuur, een netwerk van  parken, vijvers en andere stedelijke natuur.
Veel van de boomsoorten zijn bij de aanleg aangeplant zoals de Kaukasische vleugelnoot, eik en tamme kastanje. Het  park telt meer dan 50 boomsoorten. Daarnaast kent het park veel stinsenplanten, zoals bosgeelster. Het park herbergt veel vogels zoals de bonte vliegenvanger, bosuil, tjiftjaf en zwartkop en verschillende vleermuis-soorten.

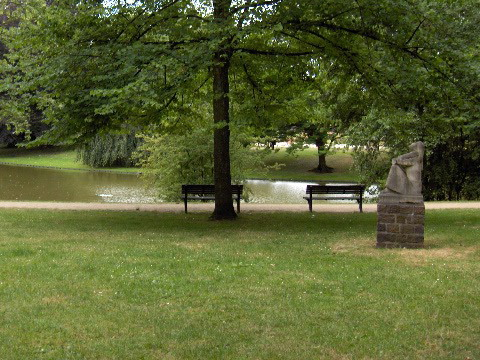
Het Noorderplantsoen bij de grote vijver (2006)
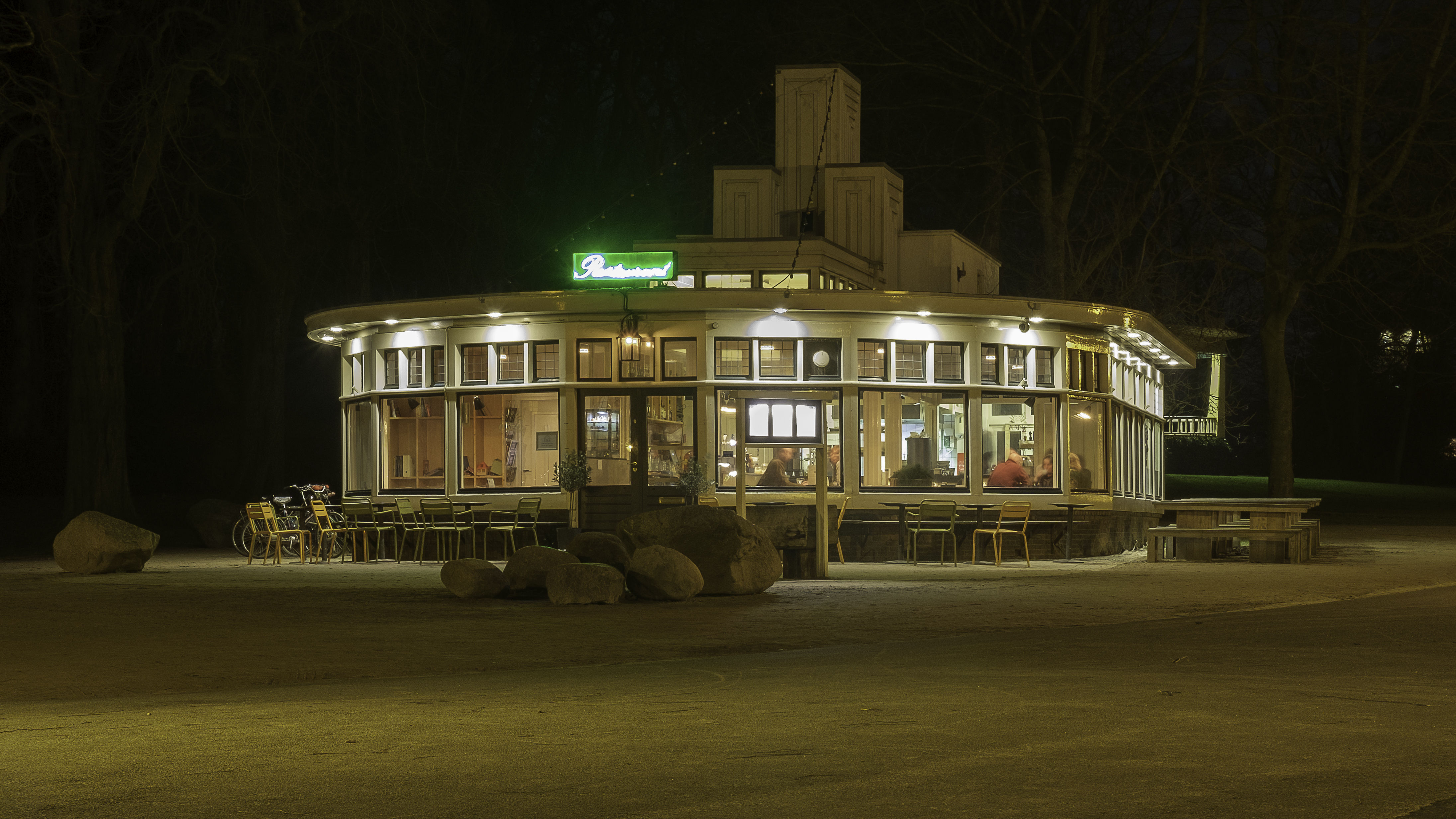
Paviljoen Noorderplantsoen bij avond.
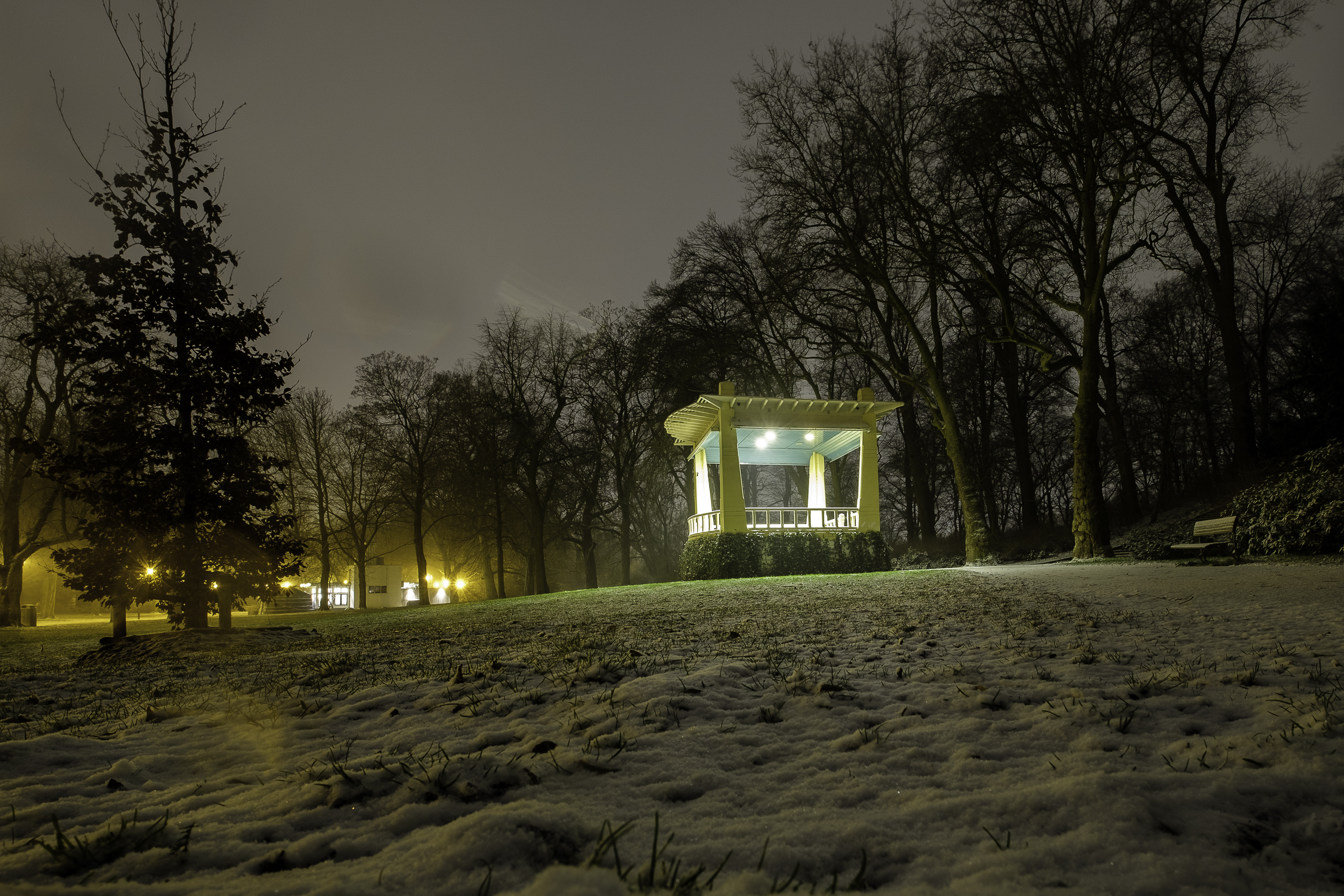
Muziekkoepel in de winter